# Pena di morte nelle Filippine
La pena di morte nelle Filippine è argomento controverso e dibattuto. Le Filippine sono attualmente uno dei 120 stati del mondo in cui non è prevista l'applicazione della pena capitale, mentre in 76 altri stati questa è utilizzata.
Fu utilizzata ininterrottamente sino al 1986, quando il governo di Corazon Aquino ne annunciò la sospensione, avvenuta infine con la creazione della Costituzione del 1987. Ciò rese le Filippine il primo paese in Asia ad abolire la pena capitale. Fidel Valdez Ramos la reintrodusse nel 1993, mentre le prime condanne ripresero a partire dal 1999 nel corso del governo di Joseph Estrada.
L'amministrazione di Gloria Macapagal-Arroyo approvò una moratoria sulla pena di morte e questa fu abolita del tutto, per la seconda volta, nel 2006. Sin da allora, i filippini hanno avuto pareri contrastanti riguarda la condanna a morte: molti vi si oppongono per motivi religiosi e umanitari, mentre altri la ritengono come un modo per scoraggiare i crimini.

## Storia

### Il dominio spagnolo e statunitense

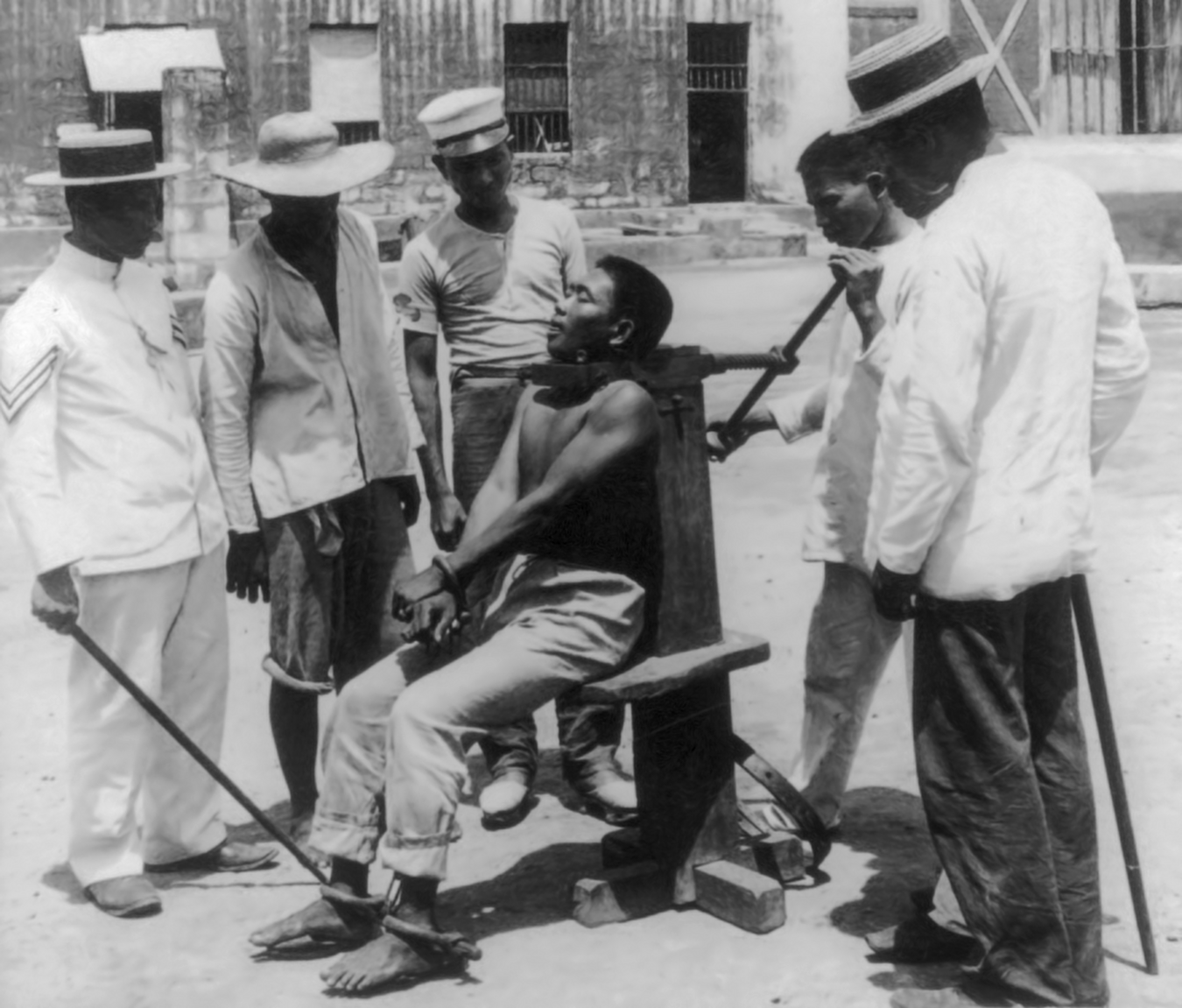
Una condanna a morte tramite garrota nel vecchio Bilibid Prison di Manila, Filippine, 1901

Durante il colonialismo spagnolo nelle Filippine, la maggior parte delle condanne venivano eseguite mediante fucilazione, solitamente riservato ai combattenti per l'indipendenza ma utilizzato anche per reati militari o tradimento, oppure garrota (un noto esempio è quello del Gomburza). Anche l'impiccagione era assai diffusa.
Un'importante condanna a morte eseguita durante questo periodo fu quella dell'eroe nazionale José Rizal, fucilato la mattina del 30 dicembre 1896 al parco che oggi porta il suo nome.
Nel 1926 il governo coloniale degli Stati Uniti d'America introdusse nel paese la sedia elettrica (spagnolo: silla eléctrica; filippino: silya eléktrika), rendendo le Filippine l'unico altro paese ad impiegare questo metodo. L'ultima esecuzione in epoca coloniale avvenne durante la gestione del Governatore-generale Theodore Roosevelt, Jr., nel febbraio 1932. Non vi furono altre condanne a morte nel corso dell'amministrazione di Manuel Quezón, il primo presidente del Commonwealth.